# Commonwealth Games 2022/Leichtathletik
Bei den Commonwealth Games 2022 in Birmingham, England wurden in der Leichtathletik vom 30. Juli bis 7. August 2022 insgesamt 54 Wettbewerbe ausgetragen, je 29 für Männer und für Frauen. Diese fanden im Alexander Stadium statt, mit Ausnahme des Marathons und der Gehbewerbe, die auf einem Rundkurs im Stadtzentrum ausgetragen wurden.

## Männer

### 100 m
| Platz | Athlet                   | Land | Zeit (s) |
| ----- | ------------------------ | ---- | -------- |
| 1     | Ferdinand Omanyala       | KEN  | 10,02    |
| 2     | Akani Simbine            | RSA  | 10,13    |
| 3     | Yupun Abeykoon           | SRI  | 10,14    |
| 4     | Benjamin Azamati         | GHA  | 10,16    |
| 5     | Jeremiah Azu             | WAL  | 10,19    |
| 6     | Rohan Browning           | AUS  | 10,20    |
| 7     | Emmanuel Eseme           | CMR  | 10,24    |
| 8     | Nethaneel Mitchell-Blake | ENG  | 11,10    |

Finale: 3. August
Wind: −0,9 m/s

### 100 m T11/12
| Platz | Athlet                            | Land | Zeit (s) |
| ----- | --------------------------------- | ---- | -------- |
| 1     | Ndodomzi Ntutu                    | RSA  | 10,83    |
| 2     | Zachary Alexander Shaw            | ENG  | 10,90    |
| 3     | Ananias Shikongo                  | NAM  | 10,95    |
| 4     | Muhamad Afiq Mohamad Ali Hanafiah | MAS  | 11,10    |

Finale: 4. August
Wind: +3,7 m/s

### 100 m T37/38
| Platz | Athlet            | Land | Zeit (s) |
| ----- | ----------------- | ---- | -------- |
| 1     | Evan O’Hanlon     | AUS  | 11,23    |
| 2     | Scharl du Toit    | RSA  | 11,54    |
| 3     | Zachary Gingras   | CAN  | 11,65    |
| 4     | Shaun Burrows     | ENG  | 11,69    |
| 5     | Ross Paterson     | SCO  | 11,95    |
| 6     | Rhys Jones        | WAL  | 12,09    |
| 7     | Alexander Thomson | SCO  | 12,23    |

Finale: 3. August
Wind: −0,3 m/s

### 100 m T45–47
| Platz | Athlet                         | Land | Zeit (s) |
| ----- | ------------------------------ | ---- | -------- |
| 1     | Emmanuel Temitayo Oyinbo-Coker | ENG  | 10,94    |
| 2     | Jaydon Page                    | AUS  | 11,10    |
| 3     | Ola Abidogun                   | ENG  | 11,13    |
| 4     | James Arnott                   | ENG  | 11,45    |
| 5     | Bradley Murere                 | NAM  | 11,62    |
| 6     | Shane Hudson                   | JAM  | 11,72    |
| 7     | Jonathan Javel Ferguson        | JAM  | 11,73    |
| 8     | Suwaibidu Galadima             | NGR  | DSQ      |

Finale: 2. August
Wind: +0,5 m/s

### 200 m
| Platz | Athlet             | Land | Zeit (s) |
| ----- | ------------------ | ---- | -------- |
| 1     | Jereem Richards    | TTO  | 19,80    |
| 2     | Zharnel Hughes     | ENG  | 20,12    |
| 3     | Joseph Paul Amoah  | GHA  | 20,49    |
| 4     | Emmanuel Eseme     | CMR  | 20,61    |
| 5     | Brendon Rodney     | CAN  | 20,65    |
| 6     | Udodi Onwuzurike   | NGR  | 20,76    |
| 7     | Sibusiso Matsenjwa | SWZ  | 20,92    |
| 8     | Shajar Abbas       | PAK  | 21,16    |

Finale: 6. August
Wind: +1,1 m/s

### 400 m
| Platz | Athlet               | Land | Zeit (s) |
| ----- | -------------------- | ---- | -------- |
| 1     | Muzala Samukonga     | ZAM  | 44,66    |
| 2     | Matthew Hudson-Smith | ENG  | 44,81    |
| 3     | Jonathan Jones       | BAR  | 44,89    |
| 4     | Boniface Mweresa     | KEN  | 44,96    |
| 5     | Haron Adoli          | UGA  | 45,62    |
| 6     | Anthony Cox          | JAM  | 46,17    |
| 7     | Steven Solomon       | AUS  | 46,22    |
| 8     | Nathon Allen         | JAM  | 48,00    |

Finale: 7. August

### 800 m
| Platz | Athlet           | Land | Zeit (min) |
| ----- | ---------------- | ---- | ---------- |
| 1     | Wyclife Kinyamal | KEN  | 1:47,52    |
| 2     | Peter Bol        | AUS  | 1:47,66    |
| 3     | Ben Pattison     | ENG  | 1:48,25    |
| 4     | Jamie Webb       | ENG  | 1:48,60    |
| 5     | Navasky Anderson | JAM  | 1:48,75    |
| 6     | Guy Learmonth    | SCO  | 1:48,82    |
| 7     | Alex Amankwa     | GHA  | 1:48,95    |
| 8     | Boitumelo Masilo | BOT  | 1:49,35    |

Finale: 7. August

### 1500 m
| Platz | Athlet            | Land | Zeit (min) |
| ----- | ----------------- | ---- | ---------- |
| 1     | Oliver Hoare      | AUS  | 3:30,12    |
| 2     | Timothy Cheruiyot | KEN  | 3:30,21    |
| 3     | Jake Wightman     | SCO  | 3:30,53    |
| 4     | Abel Kipsang      | KEN  | 3:30,82    |
| 5     | Jake Heyward      | WAL  | 3:31,08    |
| 6     | Samuel Tanner     | NZL  | 3:31,34    |
| 7     | Matthew Stonier   | ENG  | 3:32,50    |
| 8     | Neil Gourley      | SCO  | 3:32,93    |

Finale: 6. August

### 1500 m T53/54
| Platz | Athlet           | Land | Zeit (min) |
| ----- | ---------------- | ---- | ---------- |
| 1     | Nathan Maguire   | ENG  | 3:11,83    |
| 2     | Daniel Sidbury   | ENG  | 3:12,15    |
| 3     | Samuel Carter    | ENG  | 3:12,82    |
| 4     | Jake Lappin      | ENG  | 3:17,87    |
| 5     | Josh Cassidy     | ENG  | 3:25,20    |
| 6     | Alexandre Dupont | ENG  | 3:29,80    |
| 7     | Cedric Ravet     | MRI  | 3:45,30    |

Finale: 5. August

### 5000 m
| Platz | Athlet          | Land | Zeit (min) |
| ----- | --------------- | ---- | ---------- |
| 1     | Jacob Kiplimo   | UGA  | 13:08,09   |
| 2     | Nicholas Kimeli | KEN  | 13:08,19   |
| 3     | Jacob Krop      | KEN  | 13:08,48   |
| 4     | Marc Scott      | ENG  | 13:19,64   |
| 5     | Yves Nimubona   | RWA  | 13:20,20   |
| 6     | George Beamish  | NZL  | 13:21,71   |
| 7     | Patrick Dever   | ENG  | 13:22,10   |
| 8     | Jack Rayner     | AUS  | 13:24,90   |

Finale: 6. August

### 10.000 m
| Platz | Athlet               | Land | Zeit (min) |
| ----- | -------------------- | ---- | ---------- |
| 1     | Jacob Kiplimo        | UGA  | 27:09,19   |
| 2     | Daniel Ebenyo        | KEN  | 27:11,26   |
| 3     | Kibiwott Kandie      | KEN  | 27:20,34   |
| 4     | Edward Pingua Zakayo | KEN  | 27:39,03   |
| 5     | Adriaan Wildschutt   | RSA  | 27:41,04   |
| 6     | Ky Robinson          | AUS  | 27:44,33   |
| 7     | Andrew Butchart      | SCO  | 27:53,57   |
| 8     | Joseph Tiophil Panga | TAN  | 28:13,87   |

Finale: 2. August

### Marathon
| Platz | Athlet                   | Land | Zeit (h) |
| ----- | ------------------------ | ---- | -------- |
| 1     | Victor Kiplangat         | UGA  | 2:10:55  |
| 2     | Alphonce Felix Simbu     | TAN  | 2:12:29  |
| 3     | Michael Mugo Githae      | KEN  | 2:13:16  |
| 4     | Liam Adams               | AUS  | 2:13:33  |
| 5     | Jonathan Kipleting Korir | KEN  | 2:14:06  |
| 6     | Jonathan Mellor          | ENG  | 2:15:31  |
| 7     | Andrew Buchanan          | AUS  | 2:15:40  |
| 8     | Hamisi Athumani Misai    | TAN  | 2:15:59  |

Finale: 30. Juli

### Marathon T54
| Platz | Athlet        | Land | Zeit (h) |
| ----- | ------------- | ---- | -------- |
| 1     | Johnboy Smith | ENG  | 1:41:15  |
| 2     | Sean Frame    | SCO  | 1:45:49  |
| 3     | Simon Lawson  | ENG  | 1:45:39  |
| 4     | Josh Cassidy  | CAN  | 1:47:47  |
| 5     | Jake Lappin   | AUS  | 1:56:21  |
| 6     | Mark Millar   | NIR  | 1:58:48  |
| 7     | David Weir    | ENG  | 2:05:08  |
| 8     | Tiaan Bosch   | RSA  | 2:05:57  |

Finale: 30. Juli

### 110 m Hürden
| Platz | Athlet            | Land | Zeit (s) |
| ----- | ----------------- | ---- | -------- |
| 1     | Rasheed Broadbell | JAM  | 13,08    |
| 2     | Shane Brathwaite  | BAR  | 13,30    |
| 3     | Andrew Pozzi      | ENG  | 13,37    |
| 4     | Joshua Zeller     | ENG  | 13,39    |
| 5     | Orlando Bennett   | JAM  | 13,43    |
| 6     | Milan Traikovits  | CYP  | 13,49    |
| 7     | Nicholas Hough    | AUS  | 13,89    |
| 8     | Hansle Parchment  | JAM  | DNS      |

Finale: 4. August
Wind: +0,9 m/s

### 400 m Hürden
| Platz | Athlet            | Land | Zeit (s) |
| ----- | ----------------- | ---- | -------- |
| 1     | Kyron McMaster    | IVB  | 48,93    |
| 2     | Jaheel Hyde       | JAM  | 49,78    |
| 3     | Alastair Chalmers | GGY  | 49,97    |
| 4     | Wiseman Mukhobe   | KEN  | 50,27    |
| 5     | William Mutunga   | KEN  | 50,60    |
| 6     | Ezekiel Nathaniel | NGR  | 51,38    |
| 7     | Ned Azemia        | SEY  | 51,71    |
| 8     | Malik Metivier    | CAN  | DSQ      |

Finale: 6. August

### 3000 m Hindernis
| Platz | Athlet            | Land | Zeit (min) |
| ----- | ----------------- | ---- | ---------- |
| 1     | Abraham Kibiwot   | KEN  | 8:11,15    |
| 2     | Avinash Sable     | IND  | 8:11,20 NR |
| 3     | Amos Serem        | KEN  | 8:16,83    |
| 4     | John Gay          | CAN  | 8:30,26    |
| 5     | Ben Buckingham    | AUS  | 8:34,17    |
| 6     | Conseslus Kipruto | KEN  | 8:34,96    |
| 7     | Edward Trippas    | AUS  | 8:37,42    |
| 8     | Zak Seddon        | ENG  | 8:46,11    |

Finale: 6. August

### 4 × 100 m Staffel
| Platz | Land                | Athleten                                                           | Zeit (s) |
| ----- | ------------------- | ------------------------------------------------------------------ | -------- |
| 1     | England             | Jona Efoloko Zharnel Hughes Nethaneel Mitchell-Blake Ojie Edoburun | 38,35    |
| 2     | Trinidad und Tobago | Jerod Elcock Eric Harrison Jr. Kion Benjamin Kyle Greaux           | 38,70    |
| 3     | Nigeria             | Udodi Onwuzurike Favour Ashe Alaba Akintola Raymond Ekevwo         | 38,81    |
| 4     | Guyana              | Akeem Stewart Emanuel Archibald Arinze Chance Noelex Holder        | 40,05    |
| 5     | St. Lucia           | Michael Joseph Delan Edwin Lenyn Kish Leonce Stephan Charles       | 40,17    |
| 6     | Gambia              | Sengan Jobe Alieu Joof Ebrahima Camara Adama Jammeh                | 40,18    |
| 7     | Singapur            | Marc Brian Louis Joshua Hanwei Chua Xander Ann Heng Ho Ian Koe     | 40,24    |
| 8     | Kenia               | Samwel Imeta Dan Asamba Mike Mokamba Ferdinand Omanyala            | DNF      |

Finale: 7. August

### 4 × 400 m Staffel
| Platz | Land                | Athleten                                                                                   | Zeit (min) |
| ----- | ------------------- | ------------------------------------------------------------------------------------------ | ---------- |
| 1     | Trinidad und Tobago | Dwight St. Hillaire Asa Guevara Machel Cedenio Jereem Richards                             | 3:01,29    |
| 2     | Botswana            | Leungo Scotch Zibane Ngozi Anthony Pesela Bayapo Ndori                                     | 3:01,85    |
| 3     | Kenia               | Wiseman Mukhobe Mike Mokamba William Rayian Boniface Mweresa                               | 3:02,41    |
| 4     | Barbados            | Miguel Nicholas Jonathan Jones Rasheeme Griffith Kyle Gale                                 | 3:03,92    |
| 5     | Sambia              | Patrick Kakozi Nyambe Kennedy Luchembe David Mulenga Muzala Samukonga                      | 3:04,76    |
| 6     | Indien              | Muhammed Anas Muhammed Ajmal Variyathodi Naganathan Pandi Amoj Jacob                       | 3:05,51    |
| 7     | Nigeria             | Johnson Nnamani Samson Oghenewegba Nathaniel Ifeanyi Emmanuel Ojeli Sikiru Adawale Adeyemi | 3:06,06    |
| 8     | Jamaika             | Karayme Bartley Nathon Allen Javon Francis Anthony Cox                                     | DSQ        |

Finale: 7. August

### 10.000 m Gehen
| Platz | Athlet           | Land | Zeit (h) |
| ----- | ---------------- | ---- | -------- |
| 1     | Evan Dunfee      | CAN  | 38:36,37 |
| 2     | Declan Tingay    | AUS  | 38:42,33 |
| 3     | Sandeep Kumar    | IND  | 38:49,21 |
| 4     | Callum Wilkinson | ENG  | 39:06,28 |
| 5     | Samuel Gathimba  | KEN  | 39:23,14 |
| 6     | Kyle Swan        | AUS  | 40:49,79 |
| 7     | Tom Bosworth     | ENG  | 40:58,64 |
| 8     | Rhydian Cowley   | AUS  | 37:22,52 |

Finale: 7. August

### Hochsprung
| Platz | Athlet           | Land | Höhe (m) |
| ----- | ---------------- | ---- | -------- |
| 1     | Hamish Kerr      | NZL  | 2,25     |
| 2     | Brandon Starc    | AUS  | 2,25     |
| 3     | Tejaswin Shankar | IND  | 2,22     |
| 4     | Donald Thomas    | BAH  | 2,22     |
| 5     | Joel Clarke-Khan | ENG  | 2,22     |
| 6     | Mike Edwards     | NGR  | 2,19     |
| 7     | William Grimsey  | SCO  | 2,19     |
| 8     | Romaine Beckford | JAM  | 2,19     |

Finale: 3. August

### Stabhochsprung
| Platz | Athlet              | Land | Höhe (m) |
| ----- | ------------------- | ---- | -------- |
| 1     | Kurtis Marschall    | AUS  | 5,70     |
| 2     | Adam Hague          | ENG  | 5,55     |
| 3     | Harry Coppell       | ENG  | 5,50     |
| 4     | Nikandros Stylianou | CYP  | 5,25     |
| 5     | Owen Heard          | ENG  | 5,25     |
| 6     | Christos Tamanis    | CYP  | 5,15     |
| 7     | Angus Armstrong     | AUS  | 4,95     |
| 8     | Glen Quayle         | IOM  | 4,95     |

Finale: 6. August

### Weitsprung
| Platz | Athlet                | Land | Weite (m) |
| ----- | --------------------- | ---- | --------- |
| 1     | LaQuan Nairn          | BAH  | 8,08      |
| 2     | Murali Sreeshankar    | IND  | 8,08      |
| 3     | Jovan van Vuuren      | RSA  | 8,06      |
| 4     | Shawn-D Thompson      | JAM  | 8,05      |
| 5     | Muhammed Anees Yahiya | IND  | 7,97      |
| 6     | Henry Frayne          | AUS  | 7,85      |
| 7     | Tristan James         | DMA  | 7,85      |
| 8     | Ifeanyichukwu Otuonye | TCA  | 7,80      |

Finale: 4. August

### Dreisprung
| Platz | Athlet                 | Land | Weite (m) |
| ----- | ---------------------- | ---- | --------- |
| 1     | Eldhose Paul           | IND  | 17,03     |
| 2     | Abdulla Aboobacker     | IND  | 17,02     |
| 3     | Jah-Nhai Perinchief    | BER  | 16,92     |
| 4     | Praveen Chithravel     | IND  | 16,89     |
| 5     | Jordon Scott           | JAM  | 16,11     |
| 6     | Nathan Crawford-Wallis | BAR  | 16,11     |
| 7     | Kaiwan Culmer          | BAH  | 16,04     |
| 8     | Ben Williams           | ENG  | 16,03     |

Finale: 7. August

### Kugelstoßen
| Platz | Athlet                | Land | Weite (m) |
| ----- | --------------------- | ---- | --------- |
| 1     | Tomas Walsh           | NZL  | 22,26     |
| 2     | Jacko Gill            | NZL  | 21,90     |
| 3     | Scott Lincoln         | ENG  | 20,57     |
| 4     | Chukwuebuka Enekwechi | NGR  | 20,36     |
| 5     | Eldred Henry          | IVB  | 19,97     |
| 6     | O’Dayne Richards      | JAM  | 19,90     |
| 7     | Kyle Blignaut         | RSA  | 19,23     |
| 8     | Akeem Stewart         | TTO  | 18,56     |

Finale: 5. August

### Diskuswurf
| Platz | Athlet             | Land | Weite (m) |
| ----- | ------------------ | ---- | --------- |
| 1     | Matthew Denny      | AUS  | 67,26     |
| 2     | Lawrence Okoye     | ENG  | 64,99     |
| 3     | Traves Smikle      | JAM  | 64,58     |
| 4     | Alex Rose          | SAM  | 64,56     |
| 5     | Nicholas Percy     | SCO  | 63,56     |
| 6     | Rojé Stona         | JAM  | 62,15     |
| 7     | Apostolos Parellis | CYP  | 62,08     |
| 8     | Connor Bell        | NZL  | 60,23     |

Finale: 4. August

### Diskuswurf F44/64
| Platz | Athlet                        | Land | Weite (m) |
| ----- | ----------------------------- | ---- | --------- |
| 1     | Aled Davies                   | WAL  | 51,39     |
| 2     | Palitha Halgahawela Gedara    | SRI  | 44,20     |
| 3     | Harrison Walsh                | WAL  | 54,76     |
| 4     | Dan Greaves                   | ENG  | 54,66     |
| 5     | Devendra Gahlot               | IND  | 42,13     |
| 6     | Kennedy Ezeji                 | NGR  | 38,76     |
| 7     | Devender Kumar                | IND  | 46,28     |
| 8     | Aneesh Kumar Surendran Pillai | IND  | DNS       |

Finale: 3. August

### Hammerwurf
| Platz | Athlet                 | Land | Weite (m) |
| ----- | ---------------------- | ---- | --------- |
| 1     | Nick Miller            | ENG  | 76,43     |
| 2     | Ethan Katzberg         | CAN  | 76,36     |
| 3     | Alexandros Poursanidis | CYP  | 73,97     |
| 4     | Joseph Ellis           | ENG  | 73,09     |
| 5     | Adam Keenan            | CAN  | 72,36     |
| 6     | Osian Jones            | WAL  | 69,15     |
| 7     | Tshepang Makhethe      | RSA  | 68,76     |
| 8     | Craig Murch            | ENG  | 68,42     |

Finale: 6. August

### Speerwurf
| Platz | Athlet                   | Land | Weite (m) |
| ----- | ------------------------ | ---- | --------- |
| 1     | Arshad Nadeem            | PAK  | 90,18     |
| 2     | Anderson Peters          | GRN  | 88,64     |
| 3     | Julius Yego              | KEN  | 85,70     |
| 4     | Keshorn Walcott          | TTO  | 82,61     |
| 5     | D. P. Manu               | IND  | 82,28     |
| 6     | Rohit Yadav              | IND  | 82,22     |
| 7     | Cameron McEntyre         | AUS  | 79,89     |
| 8     | Alex Toroitich Kiprotich | KEN  | 77,93     |

Finale: 7. August

### Zehnkampf
| Platz | Athlet            | Land | Punkte |
| ----- | ----------------- | ---- | ------ |
| 1     | Lindon Victor     | GRN  | 8233   |
| 2     | Daniel Golubovic  | AUS  | 8197   |
| 3     | Cedric Dubler     | AUS  | 8030   |
| 4     | Kurt Felix        | GRN  | 7787   |
| 5     | Alec Diamond      | AUS  | 7689   |
| 6     | Harry Kendall     | ENG  | 7480   |
| 7     | Karo Iga          | PNG  | 6761   |
| 8     | Kendrick Thompson | BAH  | DNF    |

4./5. August

## Frauen

### 100 m
| Platz | Athletin                | Land | Zeit (s) |
| ----- | ----------------------- | ---- | -------- |
| 1     | Elaine Thompson-Herah   | JAM  | 10,95    |
| 2     | Julien Alfred           | LCA  | 11,01    |
| 3     | Daryll Neita            | ENG  | 11,07    |
| 4     | Rosemary Chukwuma       | NGR  | 11,17    |
| 5     | Nzubechi Grace Nwokocha | NGR  | 11,18    |
| 6     | Zoe Hobbs               | NZL  | 11,19    |
| 7     | Tynia Gaither           | BAH  | 11,23    |
| 8     | Natalliah Whyte         | JAM  | 11,32    |

Finale: 3. August
Wind: +0,4 m/s

### 100 m T33/34
| Platz | Athletin            | Land | Zeit (s) |
| ----- | ------------------- | ---- | -------- |
| 1     | Hannah Cockroft     | ENG  | 16,84    |
| 2     | Kare Adenegan       | ENG  | 17,79    |
| 3     | Fabienne Andre      | ENG  | 19,58    |
| 4     | Robyn Lambird       | AUS  | 19,68    |
| 5     | Sarah Clifton-Bligh | AUS  | 22,71    |
| 6     | Rosemary Little     | AUS  | 23,05    |

Finale: 2. August
Wind: +1,7 m/s

### 100 m T37/38
| Platz | Athletin        | Land | Zeit (s) |
| ----- | --------------- | ---- | -------- |
| 1     | Olivia Breen    | WAL  | 12,83    |
| 2     | Sophie Hahn     | ENG  | 13,09    |
| 3     | Rhiannon Clarke | AUS  | 13,13    |
| 4     | Ali Smith       | ENG  | 13,30    |
| 5     | Ella Pardy      | AUS  | 13,38    |
| 6     | Hetty Bartlett  | ENG  | 13,41    |
| 7     | Sheryl James    | RSA  | 13,68    |
| 8     | Indiana Cooper  | AUS  | 13,88    |

Finale: 2. August
Wind: +0,6 m/s

### 200 m
| Platz | Athletin              | Land | Zeit (s) |
| ----- | --------------------- | ---- | -------- |
| 1     | Elaine Thompson-Herah | JAM  | 22,02    |
| 2     | Favour Ofili          | NGR  | 22,51    |
| 3     | Christine Mboma       | NAM  | 22,80    |
| 4     | Natalliah Whyte       | JAM  | 23,06    |
| 5     | Gina Bass             | GAM  | 23,13    |
| 6     | Ella Connolly         | AUS  | 23,21    |
| 7     | Natassha McDonald     | CAN  | 23,21    |
| 8     | Beth Dobbin           | SCO  | 23,40    |

Finale: 6. August
Wind: +0,6 m/s

### 400 m
| Platz | Athletin          | Land | Zeit (s) |
| ----- | ----------------- | ---- | -------- |
| 1     | Sada Williams     | BAR  | 49,90    |
| 2     | Victoria Ohuruogu | ENG  | 50,72    |
| 3     | Jodie Williams    | ENG  | 51,26    |
| 4     | Ama Pipi          | ENG  | 51,36    |
| 5     | Junelle Bromfield | JAM  | 51,45    |
| 6     | Asimenye Simwaka  | MAW  | 51,55    |
| 7     | Kyra Constantine  | CAN  | 51,75    |
| 8     | Zoey Clark        | SCO  | 51,90    |

Finale: 7. August

### 800 m
| Platz | Athletin            | Land | Zeit (min) |
| ----- | ------------------- | ---- | ---------- |
| 1     | Mary Moraa          | KEN  | 1:57:07    |
| 2     | Keely Hodgkinson    | ENG  | 1:57:40    |
| 3     | Laura Muir          | SCO  | 1:57:87    |
| 4     | Natoya Goule        | JAM  | 1:57:88    |
| 5     | Catriona Bisset     | AUS  | 1:59:41    |
| 6     | Alexandra Bell      | ENG  | 2:00:79    |
| 7     | Lindsey Butterworth | CAN  | 2:00:79    |
| 8     | Halimah Nakaayi     | UGA  | 2:01:17    |

Finale: 6. August

### 1500 m
| Platz | Athletin        | Land | Zeit (min) |
| ----- | --------------- | ---- | ---------- |
| 1     | Laura Muir      | SCO  | 4:02,75    |
| 2     | Ciara Mageean   | NIR  | 4:04,14    |
| 3     | Abbey Caldwell  | AUS  | 4:04,79    |
| 4     | Linden Hall     | AUS  | 4:05,09    |
| 5     | Jemma Reekie    | SCO  | 4:05,33    |
| 6     | Winnie Nanyondo | UGA  | 4:05,68    |
| 7     | Katie Snowden   | ENG  | 4:07,15    |
| 8     | Jessica Hull    | AUS  | 4:07,31    |

Finale: 7. August

### 1500 m T53/54
| Platz | Athletin                        | Land | Zeit (min) |
| ----- | ------------------------------- | ---- | ---------- |
| 1     | Madison de Rozario              | AUS  | 3:53,03    |
| 2     | Angela Ballard                  | AUS  | 3:53,30    |
| 3     | Samantha Kinghorn               | SCO  | 3:53,38    |
| 4     | Melanie Woods                   | SCO  | 3:56,52    |
| 5     | Christie Dawes                  | AUS  | 4:00,25    |
| 6     | Marie Emmanuelle Anais Alphonse | MRI  | 4:01,09    |
| 7     | Nandini Sharma                  | CAN  | 4:10,83    |
| 8     | Jessica Frotten                 | CAN  | 4:10,89    |

Finale: 4. August

### 5000 m
| Platz | Athletin           | Land | Zeit (min)  |
| ----- | ------------------ | ---- | ----------- |
| 1     | Beatrice Chebet    | KEN  | 14:38,21    |
| 2     | Eilish McColgan    | SCO  | 14:42,14    |
| 3     | Selah Busienei     | KEN  | 14:48,24 PB |
| 4     | Amy-Eloise Markovc | ENG  | 14:56,60    |
| 5     | Dominique Scott    | RSA  | 15:07,50    |
| 6     | Sarah Chelangat    | UGA  | 15:07,79    |
| 7     | Sarah Inglis       | SCO  | 15:08,36    |
| 8     | Isobel Batt-Doyle  | SCO  | 15:13,53    |

Finale: 7. August

### 10.000 m
| Platz | Athletin             | Land | Zeit (min) |
| ----- | -------------------- | ---- | ---------- |
| 1     | Eilish McColgan      | SCO  | 30:48,60   |
| 2     | Irine Chepet Cheptai | KEN  | 30:49,52   |
| 3     | Sheila Chepkirui     | KEN  | 31:09,46   |
| 4     | Stella Chesang       | UGA  | 31:14,14   |
| 5     | Jessica Judd         | ENG  | 31:18,47   |
| 6     | Samantha Harrison    | ENG  | 31:21,53   |
| 7     | Dominique Scott      | RSA  | 31:25,28   |
| 8     | Isobel Batt-Doyle    | AUS  | 32:04,52   |

Finale: 3. August

### Marathon
| Platz | Athlet                       | Land | Zeit (h) |
| ----- | ---------------------------- | ---- | -------- |
| 1     | Jessica Stenson              | AUS  | 2:27:31  |
| 2     | Margaret Wangari Muriuki     | KEN  | 2:28:00  |
| 3     | Helalia Johannes             | NAM  | 2:28:39  |
| 4     | Eloise Wellings              | AUS  | 2:30:51  |
| 5     | Sinead Diver                 | AUS  | 2:31:06  |
| 6     | Failuna Matanga              | TAN  | 2:31:29  |
| 7     | Alina Armas                  | NAM  | 2:33:30  |
| 8     | Mokulubete Blandina Makatisi | LES  | 2:36:05  |

Finale: 30. Juli

### Marathon T53/T54
Da nur vier Sportlerinnen antraten wurde keine Bronzemedaille vergeben.
| Platz | Athlet              | Land | Zeit (h) |
| ----- | ------------------- | ---- | -------- |
| 1     | Madison de Rozario  | AUS  | 1:56:00  |
| 2     | Eden Rainbow-Cooper | ENG  | 1:59:45  |
| 3     | Shelly Oxley-Woods  | ENG  | 2:03:39  |
| 4     | Christie Dawes      | AUS  | 2:07:02  |

Finale: 30. Juli

### 100 m Hürden
| Platz | Athletin          | Land | Zeit (s) |
| ----- | ----------------- | ---- | -------- |
| 1     | Tobi Amusan       | NGR  | 12,30    |
| 2     | Devynne Charlton  | BAH  | 12,58    |
| 3     | Cindy Sember      | ENG  | 12,59    |
| 4     | Megan Tapper      | JAM  | 12,67    |
| 5     | Michelle Jenneke  | AUS  | 12,68    |
| 6     | Danielle Williams | JAM  | 12,69    |
| 7     | Celeste Mucci     | AUS  | 13,03    |
| 8     | Michelle Harrison | CAN  | 25,13    |

Finale: 7. August
Wind: −0,2 m/s

### 400 m Hürden
| Platz | Athletin           | Land | Zeit (s) |
| ----- | ------------------ | ---- | -------- |
| 1     | Janieve Russell    | JAM  | 54,14    |
| 2     | Shiann Salmon      | JAM  | 54,47    |
| 3     | Zenéy van der Walt | RSA  | 54,47    |
| 4     | Rushell Clayton    | JAM  | 54,67    |
| 5     | Jessie Knight      | ENG  | 55,11    |
| 6     | Sarah Carli        | AUS  | 55,82    |
| 7     | Portia Bing        | NZL  | 56,36    |
| 8     | Yanique Haye-Smith | TCA  | 58,78    |

Finale: 6. August

### 3000 m Hindernis
| Platz | Athletin                | Land | Zeit (min) |
| ----- | ----------------------- | ---- | ---------- |
| 1     | Jackline Chepkoech      | KEN  | 9:15,88    |
| 2     | Elizabeth Bird          | ENG  | 9:17,79    |
| 3     | Peruth Chemutai         | UGA  | 9:23,24    |
| 4     | Aimee Pratt             | ENG  | 9:27,41    |
| 5     | Amy Cashin              | AUS  | 9:35,63    |
| 6     | Eilish Flanagan         | NIR  | 9:57,18    |
| 7     | U. K. Nilani Rathnayaka | SRI  | 10:00:34   |
| 8     | Brielle Erbacher        | AUS  | 10:59:64   |

Finale: 5. August

### 4 × 100 m Staffel
| Platz | Land | Athleten                                                                              | Zeit (s) |
| ----- | ---- | ------------------------------------------------------------------------------------- | -------- |
| 1     | ENG  | Asha Philip Imani Lansiquot Bianca Williams Daryll Neita                              | 42,41    |
| 2     | JAM  | Kemba Nelson Natalliah Whyte Remona Burchell Elaine Thompson-Herah                    | 43,08    |
| 3     | AUS  | Ella Connolly Bree Masters Jacinta Beecher Naa Anang Im Vorlauf eingesetzt: Mia Gross | 43,16    |
| 4     | IND  | Dutee Chand Hima Das Srabani Nanda Jyothi Yarraji                                     | 43,81    |
| 5     | TTO  | Khalifa St. Fort Michelle-Lee Ahye Mauricia Prieto Leah Bertrand                      | 43,86    |
| 6     | GHA  | Mary Boakye Latifa Ali Gifty Kwakyewaa Oku Halutie Hor                                | 44,86    |
| 7     | SCO  | Rebecca Matheson Alisha Rees Sarah Malone Taylah Spence                               | 45,01    |
|       | NGR  | Tobi Amusan Favour Ofili Rosemary Chukwuma Nzubechi Grace Nwokocha                    | 42,10 AR |

Finale: 7. August
Die ursprünglich siegreiche Mannschaft aus Nigeria wurde nachträglich wegen eines positiven Dopingtests von Nzubechi Grace Nwokocha disqualifiziert.

### 4 × 400 m Staffel
| Platz | Land       | Athleten                                                                                | Zeit (min) |
| ----- | ---------- | --------------------------------------------------------------------------------------- | ---------- |
| 1     | Kanada     | Natassha McDonald Aiyanna Stiverne Micha Powell Kyra Constantine                        | 3:25,84    |
| 2     | Jamaika    | Shiann Salmon Junelle Bromfield Roneisha McGregor Natoya Goule                          | 3:26,93    |
| 3     | Schottland | Zoey Clark Beth Dobbin Jill Cherry Nicole Yeargin                                       | 3:30,15    |
| 4     | Südafrika  | Miranda Coetzee Taylon Bieldt Shirley Nekhubui Zenéy van der Walt                       | 3:30,25    |
| 5     | Kenia      | Millicent Ndoro Jarinter Mwasya Veronica Mutua Mary Moraa                               | 3:02,28    |
| 6     | Nigeria    | Amarachukwu Jecinta Obi Ella Onojuvwevwo Patience Knowledge Omovoh Patience Okon George | 3:33,13    |
| 7     | Botswana   | Lydia Jele Thomphang Basele Motlatsi Rante Christine Botlogetswe                        | 3:41,14    |
|       | England    | Victoria Ohuruogu Jodie Williams Ama Pipi Jessie Knight                                 | DSQ        |

Finale: 7. August

### 10.000 m Gehen
| Platz | Athlet             | Land | Zeit (h) |
| ----- | ------------------ | ---- | -------- |
| 1     | Jemima Montag      | AUS  | 43:34,30 |
| 2     | Priyanka Goswami   | IND  | 43:38,83 |
| 3     | Emily Wamusyi Ngii | KEN  | 43:50,86 |
| 4     | Rebecca Henderson  | AUS  | 44:44,58 |
| 5     | Heather Lewis      | WAL  | 45:09,19 |
| 6     | Bethan Davies      | WAL  | 45:45,59 |
| 7     | Katie Hayward      | AUS  | 46:09,51 |
| 8     | Bhawna Jat         | IND  | 47:14,13 |

Finale: 6. August

### Hochsprung
| Platz | Athlet              | Land | Höhe (m) |
| ----- | ------------------- | ---- | -------- |
| 1     | Lamara Distin       | JAM  | 1,95     |
| 2     | Eleanor Patterson   | AUS  | 1,92     |
| 3     | Kimberly Williamson | JAM  | 1,92     |
| 4     | Morgan Lake         | ENG  | 1,92     |
| 5     | Abigail Kwarteng    | GHA  | 1,89     |
| 6     | Keeley O’Hagan      | NZL  | 1,89     |
| 7     | Rose Yeboah         | GHA  | 1,85     |
| 8     | Laura Zialor        | ENG  | 1,85     |

Finale: 6. August

### Stabhochsprung
| Platz | Athletin         | Land | Weite (m) |
| ----- | ---------------- | ---- | --------- |
| 1     | Nina Kennedy     | AUS  | 4,60      |
| 2     | Molly Caudery    | ENG  | 4,45      |
| 3     | Imogen Ayris     | NZL  | 4,45      |
| 4     | Olivia McTaggart | NZL  | 4,35      |
| 5     | Anicka Newell    | CAN  | 4,25      |
| 6     | Alysha Newman    | CAN  | 4,25      |
| 7     | Ellie McCartney  | NIR  | 4,25      |
| 8     | Sophie Cook      | ENG  | 4,25      |

Finale: 2. August

### Weitsprung
| Platz | Athletin           | Land | Weite (m) |
| ----- | ------------------ | ---- | --------- |
| 1     | Ese Brume          | NGA  | 7,00      |
| 2     | Brooke Buschkuehl  | AUS  | 6,95      |
| 3     | Deborah Acquah     | GHA  | 6,94      |
| 4     | Jazmin Sawyers     | ENG  | 6,84      |
| 5     | Lorraine Ugen      | ENG  | 6,60      |
| 6     | Ruth Usoro         | NGA  | 6,56      |
| 7     | Ackelia Smith      | JAM  | 6,55      |
| 8     | Filippa Fotopoulou | CYP  | 6,00      |

Finale: 7. August

### Dreisprung
| Platz | Athletin          | Land | Weite (m) |
| ----- | ----------------- | ---- | --------- |
| 1     | Shanieka Ricketts | JAM  | 14,94     |
| 2     | Thea LaFond       | DMA  | 14,39     |
| 3     | Naomi Metzger     | ENG  | 14,37     |
| 4     | Kimberly Williams | JAM  | 14,25     |
| 5     | Ruth Usoro        | NGR  | 14,02     |
| 6     | Ackelia Smith     | JAM  | 13,83     |
| 7     | Mikeisha Welcome  | SVG  | 13,22     |
| 8     | Liliane Potiron   | MRI  | 13,20     |

Finale: 5. August

### Kugelstoßen
| Platz | Athletin            | Land | Weite (m) |
| ----- | ------------------- | ---- | --------- |
| 1     | Sarah Mitton        | CAN  | 19,93     |
| 2     | Danniel Thomas-Dodd | JAM  | 18,98     |
| 3     | Maddison-Lee Wesche | NZL  | 18,84     |
| 4     | Lloydricia Cameron  | JAM  | 17,62     |
| 5     | Divine Oladipo      | ENG  | 17,28     |
| 6     | Amelia Strickler    | ENG  | 17,18     |
| 7     | Sophie McKinna      | ENG  | 17,18     |
| 8     | Adele Nicoll        | WAL  | 17,08     |

Finale: 3. August

### Kugelstoßen F55–57
| Platz | Athletin                | Land | Weite (m) |
| ----- | ----------------------- | ---- | --------- |
| 1     | Eucharia Njideka Iyiazi | NGR  | 10,03     |
| 2     | Allette Mawe Fokoa      | CMR  | 9,38      |
| 3     | Ugochi Constance Alam   | NGR  | 9,30      |
| 4     | Sharmila                | IND  | 8,43      |
| 5     | Sarah Mickey            | CAN  | 7,71      |
| 6     | Elie Enock              | VAN  | 7,70      |
| 7     | Poonam Sharma           | IND  | 7,07      |
| 8     | Santosh                 | IND  | 6,53      |

Finale: 6. August

### Diskuswurf
| Platz | Athletin             | Land | Weite (m) |
| ----- | -------------------- | ---- | --------- |
| 1     | Chioma Onyekwere     | NGR  | 61,70     |
| 2     | Jade Lally           | ENG  | 58,42     |
| 3     | Obiageri Amaechi     | NGR  | 56,99     |
| 4     | Taryn Gollshewsky    | AUS  | 56,85     |
| 5     | Seema Punia          | IND  | 55,92     |
| 6     | Yolandi Stander      | RSA  | 55,49     |
| 7     | Kirsty Law           | SCO  | 54,38     |
| 8     | Navjeet Kaur Dhillon | IND  | 53,51     |

Finale: 2. August

### Diskuswurf F42–44/61–64
| Platz | Athletin                     | Land | Weite (m) |
| ----- | ---------------------------- | ---- | --------- |
| 1     | Goodness Chiemerie Nwachukwu | NGR  | 36,56     |
| 2     | Sarah Edmiston               | AUS  | 34,96     |
| 3     | Naibili Vatunisolo           | FIJ  | 23,70     |
| 4     | Mandilene Hoffmann           | RSA  | 29,93     |
| 5     | Yane van der Merwe           | RSA  | 28,82     |
| 6     | Stacie Gaston-Monerville     | ENG  | 27,37     |
| 7     | Sylvia Atieno Olero          | KEN  | 26,35     |
| 8     | Julie Rogers                 | WAL  | 20,57     |

Finale: 4. August

### Hammerwurf
| Platz | Athletin         | Land | Weite (m) |
| ----- | ---------------- | ---- | --------- |
| 1     | Camryn Rogers    | CAN  | 74,08     |
| 2     | Julia Ratcliffe  | NZL  | 69,63     |
| 3     | Jillian Weir     | CAN  | 67,35     |
| 4     | Oyesade Olatoye  | NGR  | 66,80     |
| 5     | Amber Simpson    | WAL  | 66,52     |
| 6     | Alexandra Hulley | AUS  | 66,26     |
| 7     | Anna Purchase    | ENG  | 64,73     |
| 8     | Kaila Butler     | CAN  | 64,22     |

Finale: 6. August

### Speerwurf
| Platz | Athletin          | Land | Weite (m) |
| ----- | ----------------- | ---- | --------- |
| 1     | Kelsey-Lee Barber | AUS  | 64,43     |
| 2     | Mackenzie Little  | AUS  | 64,27     |
| 3     | Annu Rani         | IND  | 60,00     |
| 4     | Elizabeth Gleadle | CAN  | 59,79     |
| 5     | Tori Peeters      | NZL  | 57,86     |
| 6     | Jo-Ane van Dyk    | RSA  | 57,12     |
| 7     | Shilpa Rani       | IND  | 54,62     |
| 8     | Sharon Toako      | PNG  | 39,34     |

Finale: 7. August

### Siebenkampf
| Platz | Athletin                  | Land | Punkte |
| ----- | ------------------------- | ---- | ------ |
| 1     | Katarina Johnson-Thompson | ENG  | 6377   |
| 2     | Kate O’Connor             | NIR  | 6233   |
| 3     | Jade O’Dowda              | ENG  | 6212   |
| 4     | Holly Mills               | ENG  | 6095   |
| 5     | Taneille Crase            | AUS  | 6026   |
| 6     | Anna McCauley             | NIR  | 5426   |
| 7     | Lauren Evans              | WAL  | 5209   |
| 8     | Edna Boafob               | PNG  | 4058   |

2./3. August

## Abkürzungen
| - WR = Weltrekord - WJR = Juniorenweltrekord - OR = olympischer Rekord - YOR = olympischer Jugendrekord - AR = Kontinentalrekord - AJR = Juniorenkontinentalrekord - NR = nationaler Rekord - NJR = nationaler Juniorenrekord - CR = Meisterschaftsrekord - MR = Veranstaltungsrekord | - WB = Weltbestleistung - WJB = Juniorenweltbestleistung - WYB = Jugendweltbestleistung - AB = Kontinentbestleistung - AJB = Juniorenkontinentalbestleistung - AYB = Jugendkontinentalbestleistung - NJB = nationale Juniorenbestleistung - NYB = nationale Jugendbestleistung | - PB = persönliche Bestleistung - SB = persönliche Saisonbestleistung - WL = Weltjahresbestleistung - WJL = Juniorenweltjahresbestleistung - WYL = Jugendweltjahresbestleistung - DSQ = disqualifiziert (engl. Disqualified) - DNS = Wettkampf nicht angetreten (engl. Did Not Start) - DNF = Wettkampf nicht beendet (engl. Did Not Finish) |

## Medaillenspiegel
| Platz  | Land                     | Gold | Silber | Bronze | Gesamt |
| ------ | ------------------------ | ---- | ------ | ------ | ------ |
| 1      | Australien               | 10   | 10     | 4      | 24     |
| 2      | England                  | 7    | 15     | 12     | 34     |
| 3      | Kenia                    | 6    | 5      | 9      | 20     |
| 4      | Jamaika                  | 6    | 4      | 2      | 13     |
| 5      | Nigeria                  | 6    | 1      | 3      | 10     |
| 6      | Kanada                   | 4    | 1      | 2      | 7      |
| 7      | Uganda                   | 3    | —      | 1      | 4      |
| 8      | Schottland               | 2    | 2      | 4      | 8      |
| 9      | Neuseeland               | 2    | 2      | 2      | 6      |
| 10     | Trinidad und Tobago      | 2    | 1      | —      | 3      |
| 11     | Wales                    | 2    | —      | 1      | 3      |
| 12     | Indien                   | 1    | 4      | 3      | 8      |
| 13     | Südafrika                | 1    | 2      | 2      | 5      |
| 14     | Barbados                 | 1    | 1      | 1      | 3      |
| 15     | Bahamas                  | 1    | 1      | —      | 2      |
| 15     | Grenada                  | 1    | 1      | —      | 2      |
| 17     | Britische Jungferninseln | 1    | —      | —      | 1      |
| 17     | Pakistan                 | 1    | —      | —      | 1      |
| 17     | Sambia                   | 1    | —      | —      | 1      |
| 20     | Nordirland               | —    | 2      | —      | 2      |
| 21     | Sri Lanka                | —    | 1      | 1      | 2      |
| 22     | Botswana                 | —    | 1      | —      | 1      |
| 22     | Dominica                 | —    | 1      | —      | 1      |
| 22     | Kamerun                  | —    | 1      | —      | 1      |
| 22     | St. Lucia                | —    | 1      | —      | 1      |
| 22     | Tansania                 | —    | 1      | —      | 1      |
| 27     | Namibia                  | —    | —      | 3      | 3      |
| 28     | Ghana                    | —    | —      | 2      | 2      |
| 29     | Bermuda                  | —    | —      | 1      | 1      |
| 29     | Gambia                   | —    | —      | 1      | 1      |
| 29     | Guernsey                 | —    | —      | 1      | 1      |
| 29     | Fidschi                  | —    | —      | 1      | 1      |
| Gesamt | Gesamt                   | 58   | 58     | 57     | 173    |